# (5063) Monteverdi
(5063) Monteverdi ist ein Asteroid des Hauptgürtels, der am 2. Februar 1989 vom deutschen Astronomen Freimut Börngen an der Thüringer Landessternwarte Tautenburg (IAU-Code 033) in Thüringen entdeckt wurde.
Der Asteroid gehört zur Nysa-Gruppe, einer nach (44) Nysa benannten Gruppe von Asteroiden (auch Hertha-Familie genannt, nach (135) Hertha).
(5063) Monteverdi wurde nach dem italienischen Komponisten, Gambisten, Sänger und katholischen Priester Claudio Monteverdi (1567–1643) benannt, dessen Schaffen die Wende von der Musik der Renaissance zum Barock begleitete und der wohl als Erster in größerem Stil Opern komponierte.